# Alois von Beckh-Widmanstätten
Alois von Beckh-Widmanstätten (13 juillet 1754 - 10 juin 1849) est un imprimeur et minéralogiste autrichien. Son nom est parfois donné comme Alois von Beckh-Widmannstätten ou Aloys Joseph Franz Xaver Beck Edler von Widmanstätten. Il est connu pour avoir reconnu un motif unique de lignes hachurées à la surface des météorites riches en fer, maintenant appelés Figures de Widmanstätten, résultant du refroidissement et de la cristallisation des minéraux interstitiels. Un cratère sur la Lune porte le nom de Widmanstätten.

## Carrière

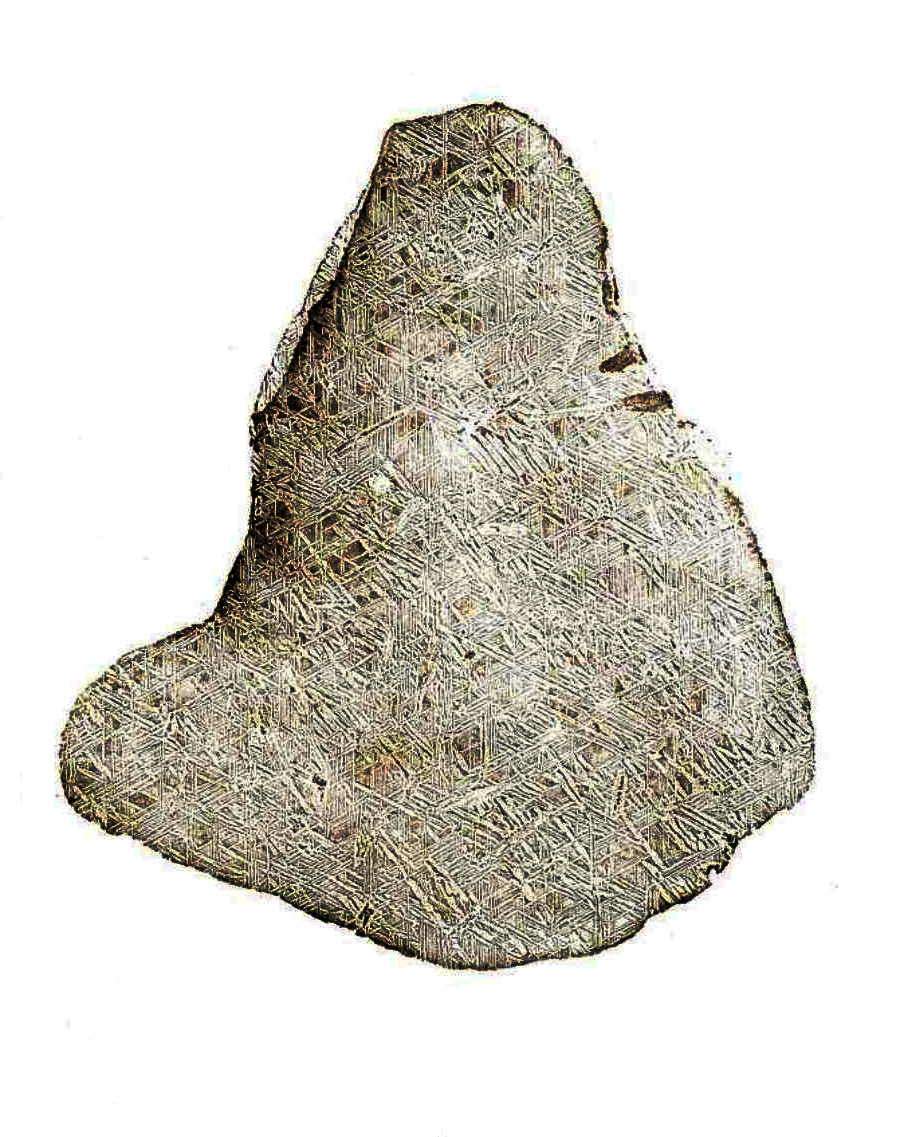
Une impression du motif de la météorite de fer Elbogen réalisée par Von Widmannstätten

Alois von Widmanstätten est né à Graz où sa famille possède une imprimerie et est formé à l'art de l'imprimerie par son père. Sa famille possède les droits d'impression exclusifs dans la province de Steiermark, mais ceux-ci sont perdus en 1784 et Alois vend l'entreprise en 1807. En 1804, il dirige une filature à Pottendorf, en Autriche. En 1806, il est invité par l'empereur à diriger un nouveau musée technique impérial ou Fabriksproduktenkabinett, commencé en 1807. À partir de 1808, il est directeur de l’usine impériale de porcelaine de Vienne.

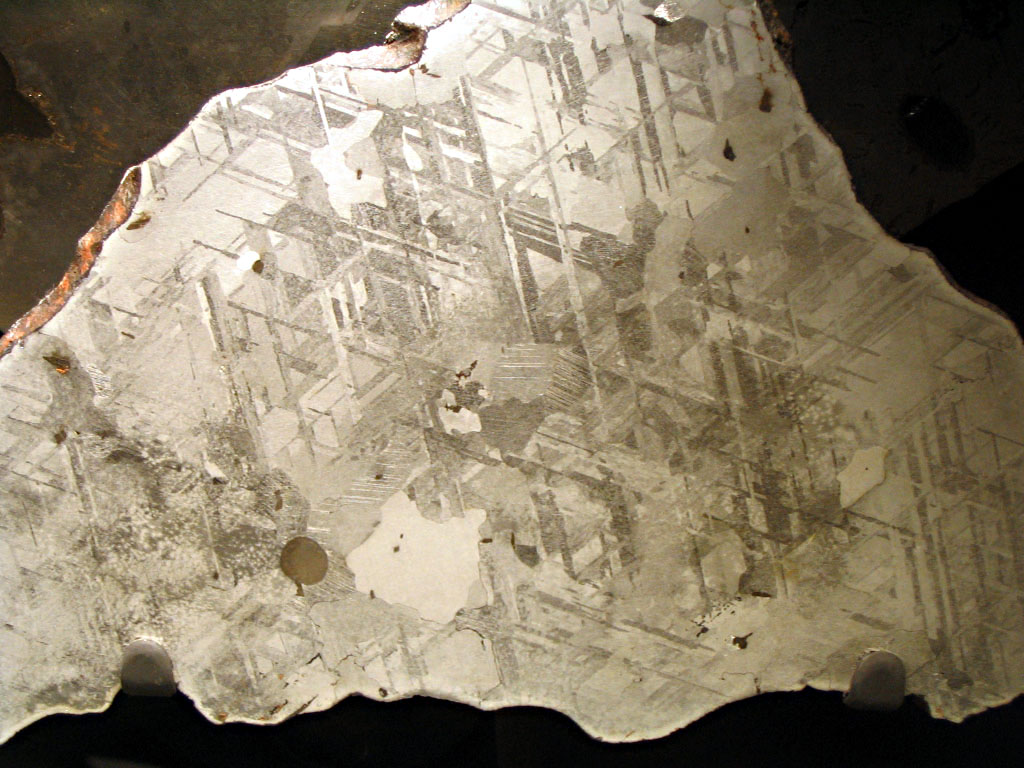
Le motif Widmanstätten apparaît lorsqu'une météorite de fer est tranchée, polie et gravée avec de l'acide nitrique

Alors qu'il travaille au Fabriksproduktenkabinett, il commence à examiner des météorites de fer avec Carl Franz Anton Ritter von Schreibers. Ils polissent et gravent la surface des météorites de fer avec de l'acide nitrique dilué et remarquent qu'elle révèle un motif de lignes hachurées qui finissent par être appelées Figures de Widmanstätten,. Il examine en chauffant à la flamme une dalle de météorite Hraschina,. Les différents alliages de fer des météorites s’oxydent à des vitesses différentes lors du chauffage, provoquant des différences de couleur et d'éclat. En 1813, il réalise des empreintes de ces structures avec de l'encre d'imprimerie et du papier. Celles-ci restent inédites de son vivant. Une impression des structures de la météorite Hraschina collectée en 1751 est utilisée dans un supplément au livre Über Feuer-Meteore, und über die mit denselben herabgefallenen Massen d'Ernst Chladni, publié par Schreibers en 1820 sous le titre Beiträge zur Geschichte und Kenntniss meteorischer Stein und Metallmassen. Schreibers donne à la structure le nom de Widmanstätten et le terme est largement utilisé en métallurgie,.
Le motif de Widmanstätten a déjà été observé, en 1804, par le minéralogiste anglais William Thomson. Durant la période qu'il passe à Naples, il découvre ces figures en baignant une météorite de Krasnojarsk dans de l'acide nitrique dans le but d'enlever la rouille et il publie sa découverte en français dans la Bibliothèque britannique,,, mais la publication de Thomson échappe à l'attention de Schreibers,,.